# Frank Fahrenhorst
Frank Fahrenhorst es un exfutbolista y actual entrenador alemán, nacido el 24 de septiembre de 1977. Debutó en el año de 1996, con el equipo alemán Bochum. En el año 2004 jugó con la selección de Alemania. Su posición dentro del terreno de juego solía ser defensa, actualmente es entrenador del VfB Stuttgart II. 

## Clubes
| Club          | País     | Año       |
| ------------- | -------- | --------- |
| VfL Bochum    | Alemania | 1996-2004 |
| Werder Bremen | Alemania | 2004-2006 |
| Hannover 96   | Alemania | 2006-2009 |
| MSV Duisburgo | Alemania | 2009-2010 |
| Schalke 04 II | Alemania | 2010-2012 |